# Interleukina 13

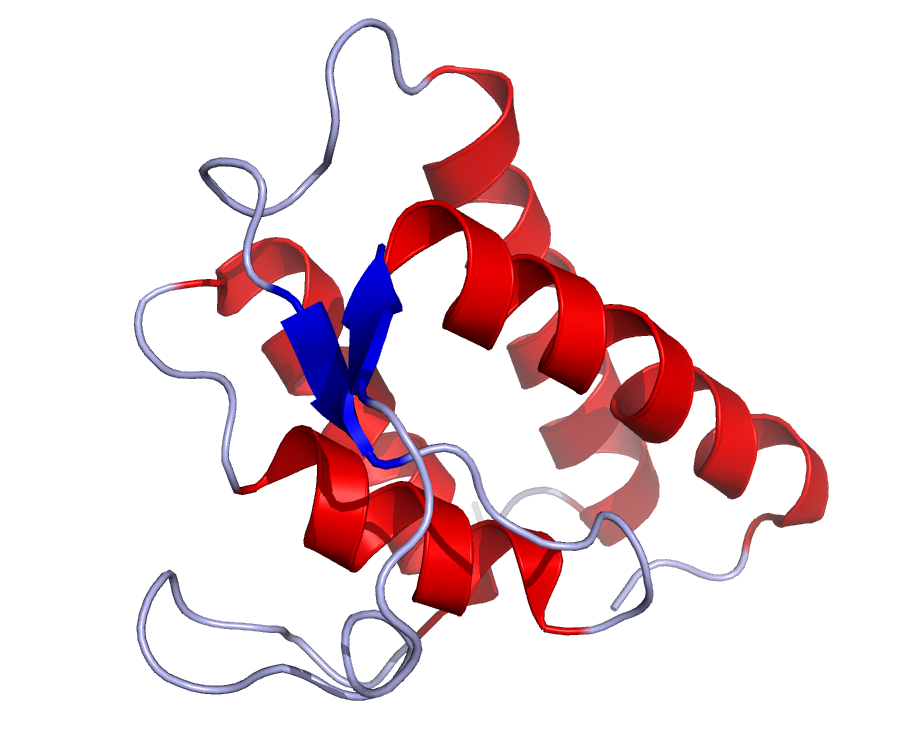
Struktura ludzkiej interleukiny 13.

Interleukina 13 (IL-13) – cytokina produkowana przede wszystkim przez limfocyty Th2, ale także przez eozynofile czy komórki NK. Wykazuje ona szerokie działanie częściowo zbliżone do działania IL-4. Odgrywa ważną rolę w odpowiedzi na pasożytnicze nicienie. Jest mediatorem zapalenia związanego z alergią.
Ludzka IL-13 to glikoproteina o masie 17 kDa. Kodujący ją gen położony jest na chromosomie 5 (u myszy na chromosomie 11), w otoczeniu genów kodujących IL-4, IL-3, IL-5, IL-9, i GM-CSF.